# Széki-palota (Kolozsvár)
A kolozsvári Széki-palota a Híd utca 37. számon, a Széchenyi tér (ma Mihai Viteazul tér) sarkán található neogótikus épület, amelynek építése 1893-ban ért véget. A romániai műemlékek jegyzékében a CJ-II-m-B-07314 sorszámon szerepel.

## Története

### A kezdetek
Az 1890-1912 közötti éveket nevezhetjük Kolozsvár történetében a nagy építkezések időszakának. Megépül a vasútállomás, és a város terjeszkedni kezd. A Ferenc József (ma Horea) út felkapottá válik, és a város elkezd terjeszkedni a vasútállomás felé. A város arculatát meghatározó épületek épülnek fel ekkor, mintpéldául a főtéri Státus paloták, a Vármegyeháza, az Egyetemi Könyvtár, a Közkórház, a Ferenc József Tudományegyetem új épülete, a felsorolást pedig folytathatnánk. Ekkor épülnek meg a Kis-Szamoson átívelő Nagy Híd sarkán álló épületek, amiket gyűjtőnév alatt csak "Négy-palota"-ként emlegetnek. Ezek közül másodjára a Széki-palota épül fel.

### Építése
Építése 1892-ben kezdődött el Pecz Samu műépítész tervei alapján. Széki Miklós gyógyszerész, a palota építtetője, majd tulajdonosa Reményik Károly építészt bízta meg az építkezés elvégzésével. A neogótikus épület 1893-ban már majdnem készen állt. Az Ellenzék június 24-i számában így ír a már majdnem készen álló épületről, illetve Kolozsvár mozdonyainak próbaüzemeltetéséről:
"Mozdonypróba. A közúti vasút valóban három csinos mozdonyát tegnap vezették rá először a sinekre. A raktárakból a vasúti indulóház előtt a Nagy utczán keresztül egészen a Széky-palota frontjáig történt a mozdonyok utaztatása. Elől jött Kolozsvár, utána Monostor, és legvégül László. A három csinos mozdony e neveket viseli."
Ugyan az épület csak 1893 őszének végére lett kész, egy korabeli hirdetés szerint pincéjében már 1893. augusztus 15-én megnyílt Káhán Nátán Samu, regál-bérlő borpincészete. A "hivatalos" átadásra, majd felszentelésre az év végén, november 11-én került sor.

### A patika
1893, novemberében Széki Miklós Hunyadi Mátyás nevű patikája átköltözött az épület földszintjére. A patika faragott bútorzatát a város leghíresebb műbútorasztalosa, B. Bak Lajos készitette.

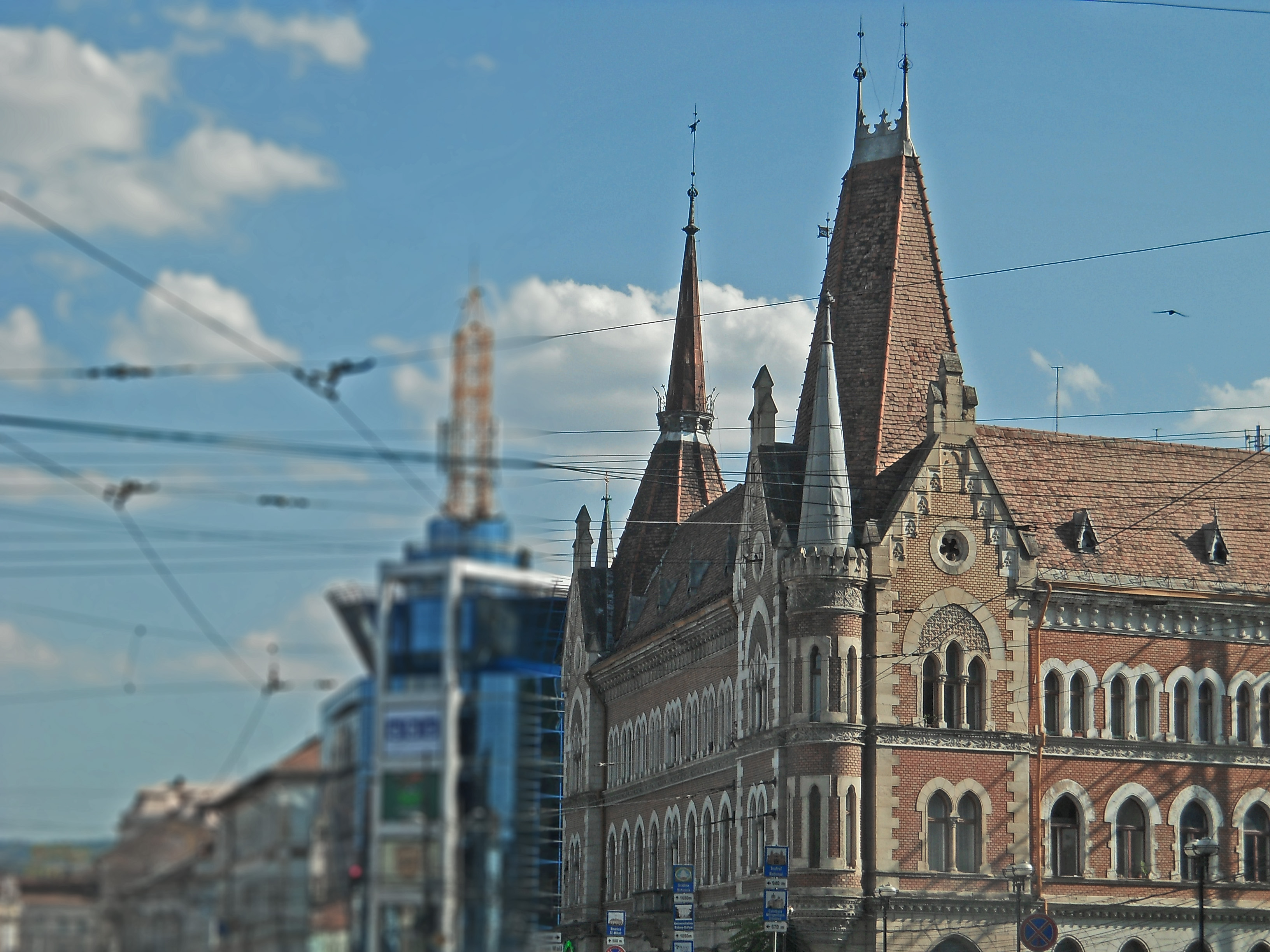
A palota frontja a Szamos felől

A patikát Széki Miklós vezetése alatt Hunyadi Mátyás gyógyszertárnak hívták. Széki Miklós halála után (1912. február 19) fia, dr. Széki Tibor vette át a patika vezetését, lemondva egyetemen betöltött állásáról. Végül 1920-ban az akkor Szegedre kényszerült Ferenc József tudományegyetem kérésének eleget téve, Szegedre költözött, a patikát pedig Lukács Ferencnek adta el. A patika ezek után több nevet is viselt. Az első világháborút követően Kígyó név alatt működött, a húszas-harmincas években az Apostol nevet viselte, az impériumváltást követően Minerva néven volt bejegyezve, de a régi kolozsváriaknak mindvégig Széki-patika maradt.

### A fénykor
A palota Széki Miklós élete alatt sokmindennek adott otthont. Itt alapították a Kolozsvári Orvos- és Természettudományi Társaságot. Széki Miklós innen elnökösködött a Kolozsvári Gyógyszerész Társulat és az Országos Gyógyszerész Egylet fölött. Ennek 21-es számú kerületét igazgatta, amelyhez kezdetben Kolozs, Torda-Aranyos, Alsó-Fehér és Hunyad, majd Szolnok-Doboka, Beszterce-Naszód, Maros-Torda, Csík-, Udvarhely- és Háromszék vármegyék tartoztak.

### Az impériumváltás

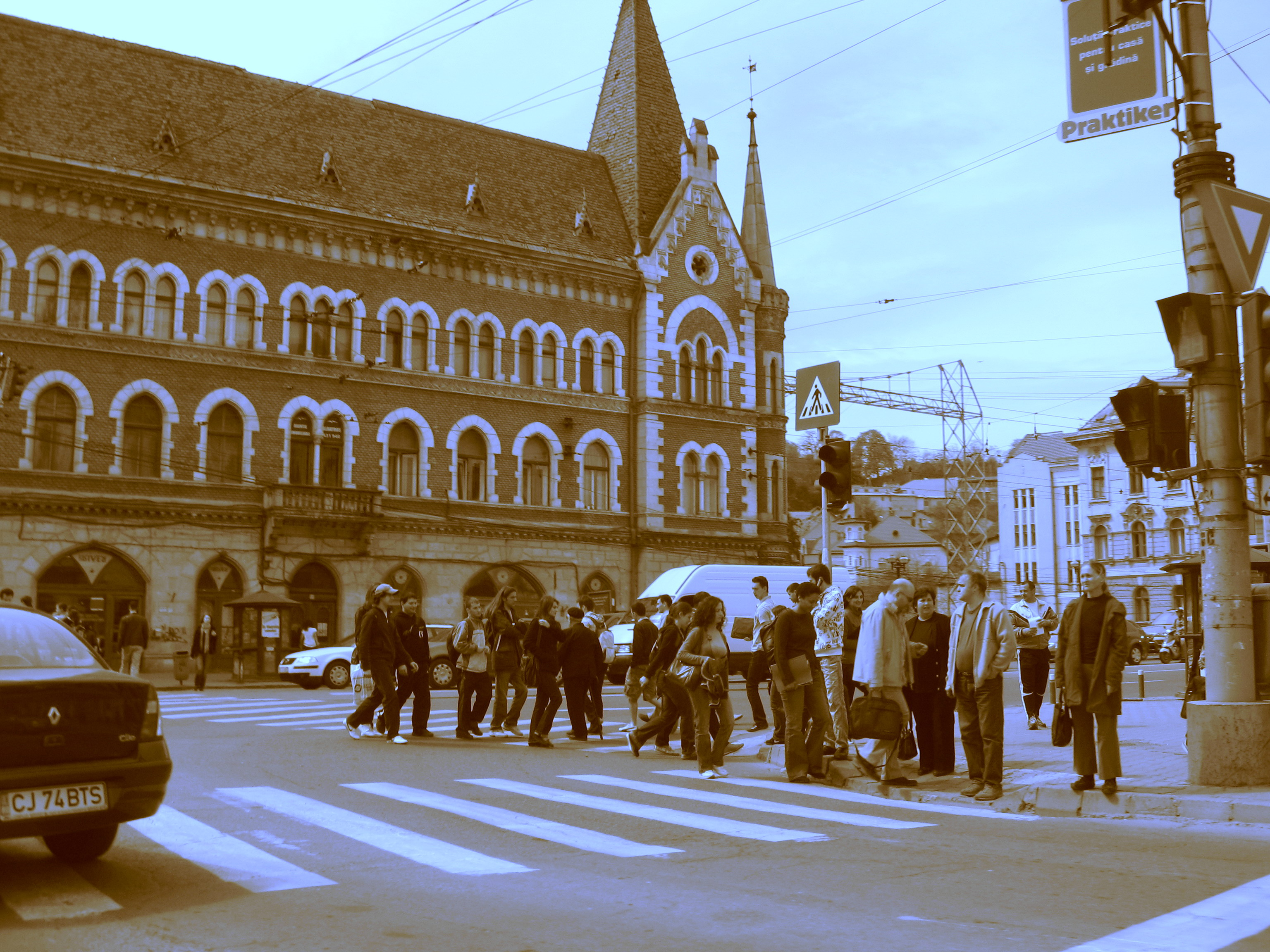
A palota frontja a Széchenyi térről

A második világháború után az épület számos tulajdonos kezében megfordult. Ma magánszemélyek lakják, valamint irodák is működnek az épületben. 

### Érdekességek

#### A klinkertégla
Első és második emeletén klinkertégla-borítás van. Ezt meszelés és szigetelés helyett használták, hisz a klinkertégla olcsó volt, és jó kinézetet is adott az épületeknek. Ilyen téglaborítást találhatunk a Babes-Bolyai Tudományegyetem főépületén. Ha végigsétálunk a városon és figyeljük a lakóépületeket, sok klinkertégla-borítással találkozhatunk.

#### Az öreg lift
A Széki-palota rendelkezik Kolozsvár egyik legrégebbi felvonójával. Jobbanmondva rendelkezett, mert a liftet leszerelték. Mind a mai napig jól látható a liftakna, ha belesünk a belőle kialakított kamrák egyikébe.

#### A Tallér-ház
Sokan mind a mai napig beleesnek abba a tévedésbe, hogy a palotához hozzátartozik a 
Tallér-ház épülete is. A Malom (ma Barițiu) utcára néző Tallér-ház legjobban homlokzatának négy oszlopáról ismerhető fel.